# Kemija u 1853.
◄◄ | ◄ | 1850. | 1851. | 1852. | 1853.  | 1854. | 1855. | 1856. | ► | ►►
Arhitektura • Astronomija • Biologija • Fotografija • Glazba • Kazalište • Kemija • Kiparstvo • Knjige • Književnost • Kršćanstvo • Meteorologija • Medicina • Politika • Pravo • Promet • Slikarstvo • Šport • Znanost • Željeznički promet
Kemija u 1853.

## Svijet

### Rođenja
- 16. rujna: Albrecht Kossel, njemački liječnik i biokemičar († 1927.)

## Vanjske poveznice
|  | Zajednički poslužitelj ima još gradiva o temi Kemija u 1853. |